# نویمارکت این در اوبرفالتز
شهر نویمارکت این در اوبرفالتز (به آلمانی: Neumarkt in der Oberpfalz) در ایالت بایرن در کشور آلمان واقع شده‌است.